# Юнгвирт, Курт
Курт Юнгвирт (нем. Kurt Jungwirth; 3 сентября 1929, Грац, Австрия — 13 мая 2025, Грац) — деятель австрийского и международного шахматного движения, вице-президент ФИДЕ (с 1978 по 1986), президент Австрийской шахматной федерации (с 1971). Профессор университета в Граце. По инициативе Юнгвирта в австрийских школах введено факультативное преподавание шахмат (с 1975).
Умер 13 мая 2025 года в возрасте 95 лет в окружении своей семьи в Граце. Был похоронен 19 мая на кладбище Святого Леонарда.